# Pijawka rybia
Pijawka rybia (Piscicola geometra) – gatunek pijawki z rodziny Piscicolidae. Ma typowe dla przedstawicieli rodziny wąskie, cylindryczne ciało i wydatne przyssawki. Jest jednym z wielu występujących na świecie i ok. 10 w Polsce gatunków pijawek z rodzaju Piscicola, bardzo trudnych do odróżnienia od siebie. Wszystkie są zewnętrznymi pasożytami ryb, poszczególne gatunki specjalizują się w poszczególnych gatunkach ryb. Piscicola geometra występuje w zbiornikach słodkowodnych i w ciekach, przytwierdzona do roślin wodnych, skąd atakuje ryby, głównie karpiowate. Odżywia się krwią swoich żywicieli, a ponadto przenosi na nich pasożyty krwi. 
Ciało tej pijawki ma długość od 20–60 mm, jest cienkie, wyposażone w dwie koliste przyssawki (tylna ma średnicę dwukrotnie większą), dzięki którym porusza się charakterystycznymi "krokami". Zabarwienie zmienne, zwykle zielonkawe lub żółtawe, z czarnymi lub czerwonobrunatnymi plamkami pigmentowymi na grzbietowej stronie ciała. Dwie pary oczu położone są na wierzchniej stronie części głowowej.
Gatunek kosmopolityczny, nie występuje tylko w Australii i Polinezji. W Polsce jest gatunkiem pospolitym i jedyną krajową pijawką spotykaną w wodach Bałtyku.